# Зеленський Гаврило Микитович
Гаврило Микитович Зеленський (рос. Гавриил Никитович Зеленский; 26 березня 1909 — 18 квітня 1944) — радянський розвідник, Герой Радянського Союзу, у роки радянсько-німецької війни командир взводу 135-ї окремої розвідувальної роти 143-ї стрілецької дивізії 47-ї армії 1-го Білоруського фронту, старшина.

## Біографія
Народився 26 березня 1909 року в станиці Кирпільській в сім'ї робітника. Росіянин. Член КПРС з 1943 року. Закінчив 4 класи середньої школи. Працював робітником на цукровому заводі.
У 1941 році призвано до лав Червоної Армії. Обіймав посади командира відділення, помічника командира взводу і командира взводу. У боях радянсько-німецької війни — з липня 1941 року. Воював на Брянскому, Центральному, 1-му Українському і 1-му Білоруському фронті фронтах. Відзначився в боях при форсуванні Сейму, Десни, Дніпра та Прип'яті, доставляючи командуванню полонених і цінні відомості про противника. Наказом командувача 47 армією № 12/н від 8 квітня 1944 року за зразкове виконання бойового завдання старший сержант Г. М. Зеленський був нагороджений орденом Слави 2-го ступеня.
18 квітня 1944 старшина Г. М. Зеленський загинув при виконанні бойового завдання в районі залізничної станції Мощена (нині Ковельський район Волинської області). Похований в м. Ковелі.
Указом Президії Верховної Ради СРСР від 23 серпня 1944 року за зразкове виконання бойових завдань командування на фронті боротьби з німецько-фашистськими загарбниками та виявлені при цьому мужність і героїзм старшині Зеленському Гаврилові Микитовичу присвоєно звання Героя Радянського Союзу (посмертно).

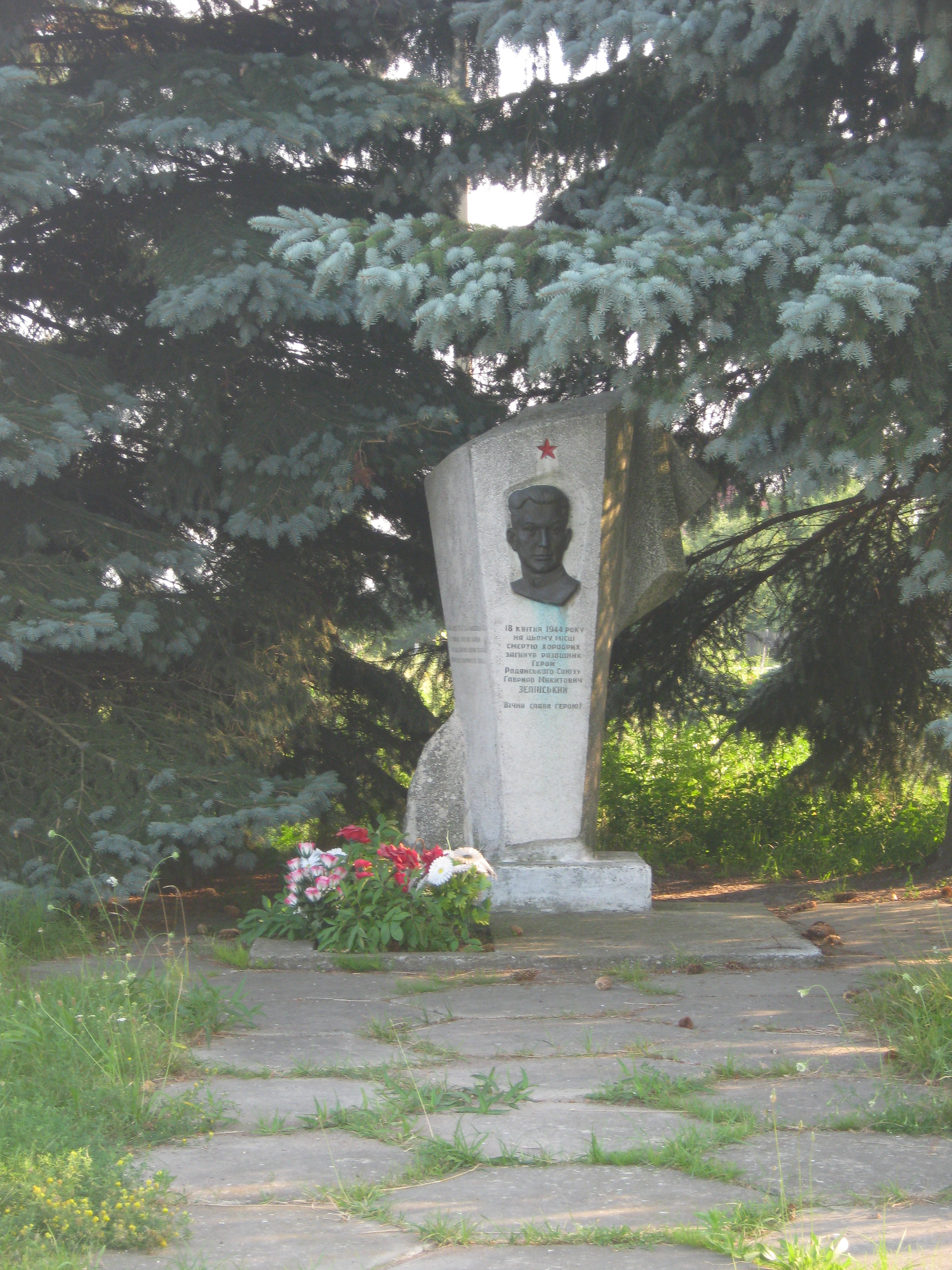
Пам'ятний знак з погруддям при в'їзді в село Мощена

## Нагороди
Нагороджений медаллю «Золота Зірка» Героя Радянського Союзу (23.08.1944), орденом Леніна (23.08.1944), орденом Вітчизняної війни 2-го ступеня (22.10.1943), орденом Червоної Зірки (17.12.1943), орденом Слави 2-го (08.04.1944) та 3-го ступенів (18.01.1944).